# Campeonato Africano de Atletismo de 2018 - Revezamento 4x400 m masculino
A prova dos 4 x 400 metros estafetas masculino do Campeonato Africano de Atletismo de 2018 foi disputada entre os dias 4 e 5 de agosto, no Estádio Stephen Keshi, em Asaba,  na Nigéria. 

## Recordes
Antes desta competição, os recordes mundiais e do campeonato nesta prova eram os seguintes:
|                       | Nome                                                                      | Nacionalidade  | Tempo     | Local     | Data                   |
| --------------------- | ------------------------------------------------------------------------- | -------------- | --------- | --------- | ---------------------- |
| Recorde mundial       | Nesta Carter, Andrew Valmon, Quincy Watts Butch Reynolds, Michael Johnson | Estados Unidos | 2m 54s 29 | Estugarda | 22 de agosto de 1993   |
| Recorde do campeonato | Julius Sang, Tito Sawe Alfred Nyambane, David Kitur                       | Quênia         | 3m 01s 86 | Cairo     | 18 de agosto de 1985   |
| Recorde africano      | Clement Chukwu, Jude Monye Sunday Bada, Enefiok Udo-Obong                 | Nigéria        | 2m 58s 68 | Sydney    | 30 de setembro de 2000 |

Os seguintes recordes foram estabelecidos durante esta competição:
| Data        | Evento | Atleta                                                     | Nacionalidade | Tempo     | Notas                 |
| ----------- | ------ | ---------------------------------------------------------- | ------------- | --------- | --------------------- |
| 5 de agosto | Final  | Jared Momanyi, Alphas Kishoyian Aron Koech, Emmanuel Korir | Quênia        | 3m 00s 92 | Recorde do campeonato |

## Medalhistas
| Ouro                                                                    | Prata                                                                                                | Bronze                                                                    |
| Quênia · Jared Momanyi · Alphas Kishoyian · Aron Koech · Emmanuel Korir | África do Sul · Zakhiti Nene · Cornel Fredericks · Pieter Conradie · Thapelo Phora · Le Roux Hamman* | Nigéria · Orukpe Eraiyokan · Rilwan Alowonle · Isah Salihu · Chidi Okezie |

*Atletas que competiram apenas nas baterias

## Cronograma
Todos os horários são locais (UTC+1). 
| Data        | Hora  | Evento  |
| ----------- | ----- | ------- |
| 4 de agosto | 20:25 | Bateria |
| 5 de agosto | 19:30 | Final   |

## Resultados

### Bateria
Qualificação: 3 atletas de cada bateria (Q) mais os 2 melhores qualificados (q).
| Posição | Bateria | Nacionalidade | Atletas                                                      | Tempo   | Notas   |
| ------- | ------- | ------------- | ------------------------------------------------------------ | ------- | ------- |
| 1       | 1       | África do Sul | Thapelo Phora, Pieter Conradie, Le Roux Hamman, Zakhiti Nene | 3:05.36 | Q       |
| 2       | 1       | Botswana      | Leungo Scotch, Nijel Amos, Maotoanong Leaname, ?             | 3:06.54 | Q       |
| 3       | 1       | Nigéria       | ?, ?, Henry Okorie, ?                                        | 3:07.02 | Q       |
| 4       | 1       | Zâmbia        | ?, Sydney Siame, Titus Kafunda Mukhala, ?                    | 3:09.11 | q       |
| 5       | 1       | Essuatíni     | ?, Zwane Tantaza, Andile Vincent Lusenga, Sibusiso Matsenjwa | 3:09.11 | q       |
| 6       | 1       | Etiópia       | Mosisa Siyoum, Efrem Mekonnen, Gadisa Bayu, ?                | 3:11.95 |         |
| 7       | 1       | Camarões      | ?, Donald Nyanjua, Adbin Zoedong, Nsangou Tetndap            | DSQ     | R170.20 |
| 1       | 2       | Quênia        | ?, ?, Aron Koech, Alphas Kishoyian                           | 3:05.55 | Q       |
| 2       | 2       | Argélia       | ?, ?, Slimane Moula, ?                                       | 3:08.15 | Q       |
| 3       | 2       | Senegal       | Frederic Mendy, ?, ?, Ibrahima Mbengue                       | 3:09.70 | Q       |
| 4       | 2       | Uganda        | Pius Adome, Rashid Etiau, ?, Geofrey Rutto                   | ?:??.?? |         |
| 5       | 2       | Namíbia       | Mahmad Bock, Hardus Maritz, Even Tjiviju, Ernst Narib        | 3:11.53 | [ 4 ]   |
| 9       | 1       | Sudão         |                                                              | DNS     |         |
| 9       | 1       | Zimbabwe      |                                                              | DNS     |         |

Note: Algumas informações foram coletadas do vídeo das corridas. 

### Final
| Posição           | Nacionalidade | Atletas                                                             | Tempo   | Notas                 |
| ----------------- | ------------- | ------------------------------------------------------------------- | ------- | --------------------- |
| Medalha de ouro   | Quênia        | Jared Momanyi, Alphas Kishoyian, Aron Koech, Emmanuel Korir         | 3:00.92 | Recorde do campeonato |
| Medalha de prata  | África do Sul | Zakhiti Nene, Cornel Fredericks, Pieter Conradie, Thapelo Phora     | 3:03.50 |                       |
| Medalha de bronze | Nigéria       | Orukpe Eraiyokan, Rilwan Alowonle, Isah Salihu, Chidi Okezie        | 3:04.88 |                       |
| 4                 | Zâmbia        | Daniel Mbewe, Sydney Siame, Titus Kafunda Mukhala, Kennedy Luchembe | 3:04.98 | Recorde nacional      |
| 5                 | Argélia       | ?, Slimane Moula, ?, Abdelmalik Lahoulou                            | 3:05.27 |                       |
| 6                 | Senegal       | Frederic Mendy, Ousmane Sidibé, Malick Djibulou, Ibrahima Mbengue   | 3:11.04 |                       |
| 7                 | Botswana      | ?, Nijel Amos, Maotoanong Leaname, ?                                | DNF     | [ 6 ]                 |
| 8                 | Essuatíni     |                                                                     | DNS     |                       |

Legenda
| Recorde mundial       | Recorde mundial (World record)               |                       | Recorde africano                      | Recorde africano (African) |                                           | Q | Classificado por posição (Qualified) |
| Recorde do campeonato | Recorde do campeonato (Championship record)  | Recorde da América    | Recorde da América (Americas)         | q                          | Classificado por melhor tempo (Qualified) |   |                                      |
| Melhor marca do ano   | Melhor marca do ano (World leading)          | Recorde asiático      | Recorde asiático (Asian)              | DNS                        | Não largou (Did not start)                |   |                                      |
| Recorde nacional      | Recorde nacional (National record)           | Recorde europeu       | Recorde europeu (European)            | DNF                        | Não terminou (Did not finish)             |   |                                      |
| Recorde pessoal       | Recorde pessoal do atleta (Personal best)    | Recorde da Oceania    | Recorde da Oceania (Oceania)          | DSQ / DQ                   | Desclassificado (Disqualified)            |   |                                      |
| Recorde da temporada  | Recorde da temporada do atleta (Season best) | Recorde sul-americano | Recorde sul-americano (South America) | NM                         | Sem marca (No mark)                       |   |                                      |